# 青木愛理
青木 愛理（あおき えり、1991年11月25日 - ）は、日本の女優。
静岡県出身。オスカープロモーション所属（以前はメセナスに所属していた）。

## 略歴・人物
- 2003年8月にミュージカル集団・東京メッツで舞台デビューして以来、同劇団解散後の現在でも、主に舞台女優として活動中。
- 妹は同じオスカーに所属しているモデル・女優の青木梨乃。
- 趣味はスキー、歌、料理、パズル、プリクラ。特技はゴルフ、水上オートバイ。
- 同じ事務所の長澤佑香と仲が良く、ブログにも度々登場する[1]。

## 出演

### 舞台
- ガールズミュージカル・東京メッツ（2003年 - 2004年）
- 小さな煙突そうじ屋さん（2005年） - ソフィー 役
- ねんりんピック静岡 ミュージカル「翼を広げて」（2006年）
- ミュージカル「カーネギーの日本人」（2007年） - アンサンブルで出演
- ストレイドッグProduce「へなちょこヴィーナス」（2012年9月11日 - 16日、テアトルBONBON）
- ざ☆くりもん 第七回本公演「高松心中〜坊主と花魁の四十九日〜」（2014年4月8日 - 22日、シアターグリーン BIG TREE THEATER）
- ジ〜パンズ第6回公演「空から降る小さな愛」（2014年10月27日 - 11月3日、銀座みゆき館劇場）
- ブリッツプロデュース「徒桜〜あだざくら〜」（2015年4月22日 - 26日、シアターグリーン BIG TREE THEATER）
- パフォーマンスユニットTWT「Bonne Chance〜ある写真家の幸運〜」（2015年8月6日 - 13日、下北沢駅前劇場）

### テレビドラマ
- 軍師官兵衛 第47話（2014年11月23日、NHK総合） - 栄姫の侍女 役[2]

### その他のテレビ番組
- 究極の男は誰だ!?最強スポーツ男子頂上決戦（2013年12月29日、TBS） - アシスタント[3]

### CM
- 北陸補聴器・新日本補聴器（放映時期不明）
- コニシ「ボンドウルトラ多用途SU」（2011年）[4]

### 広告
- 日本ジャンボー（広告時期不明）